# Sutartinės
Sutartinės – litewskie stare pieśni wielogłosowe wykonywane przez kobiety w północno-wschodniej części Litwy, rodzaj dajn. 
W 2010 roku sutartinės zostały wpisane na listę niematerialnego dziedzictwa UNESCO.

## Opis
Nazwa sutartinės pochodzi od słowa sutarti oznaczającego „w zgodzie”. Pieśni mają kilka równoległych prostych linii melodycznych i wyróżniają się zwrotkami o znaczącej treści i refrenami z okazjonalnymi wyrażeniami. 
Sutartinės wykonywane są w ponad 40 różnych stylach. Sutartinės śpiewane są najczęściej przez dwie pieśniarki równolegle, przez trzy w kanonie lub przez dwie grupy, gdzie solistka jednej grupa wykonuje zwrotki, grupa refreny a całość powtarzana jest przez drugą grupę. Pieśniarki poruszają się przy tym w kole, przytupując i obejmując się ramionami.  
Teksty pieśni traktują o pracy, rodzinie, świętach, historii i życiu codziennym. Sutartinės śpiewane są podczas podniosłych uroczystości, koncertów i festiwali. Pieśni wykonywane są zwyczajowo przez kobiety, podczas gdy mężczyźni wykonują wersje instrumentalne, grając na fletni Pana, rogu, długich drewnianych trąbach, fletach i cytrach.
Od słowa „sutartinės” pochodzi nazwa polskiego zespołu folkowego Sutari.